# 桑德布格滕灣
桑德布格滕灣（英語：Sandebugten），是南極洲的海灣，位於南喬治亞群島，處於昆伯蘭東灣，在1929年由英國海軍繪入地圖，該海灣由英國海外領土管轄。